# اوله کرچو
اوله کرچو (اوکراینی: Олег Миколайович Керчу؛ زادهٔ ۶ ژوئیهٔ ۱۹۸۴) بازیکن فوتبال اهل اوکراین است.